# Law and Order (mini-série)
 (juillet 2017).
Si vous disposez d'ouvrages ou d'articles de référence ou si vous connaissez des sites web de qualité traitant du thème abordé ici, merci de compléter l'article en donnant les références utiles à sa vérifiabilité et en les liant à la section « Notes et références ».
Pour les articles homonymes, voir Law and Order.
Law and Order est une mini-série britannique en 4 épisodes.
Les quatre histoires de Law and Order ont été racontées du point de vue du détective, du bandit, de l'affaire et du prisonnier.

## A Detective's Tale
La première pièce (diffusée sur BBC2 le 6 avril 1978) se concentre sur l'inspecteur-détective Fred Pyall, de Scotland Yard, interprété par Derek Martin.
Pyall est ouvert à la corruption des méchants et exploite un système de «contrôles et contrepoids» où certains méchants sont traduits en justice et d'autres ne le sont pas. Après une rencontre avec son informateur Mickey Fielder (Roy Stone), Pyall découvre qu'un méchant de Kentish Town, Jack Lynn (Peter Dean), organise le vol à main armée d'un supermarché à Putney. Avant cela, Pyall avait arrêté Clifford Harding (Alan Ford), à la suite d'un raid de police de la maison de ce dernier, qui a récupéré une arme à feu illégale. Harding s'engage à soudoyer Pyall pour échapper à une condamnation pour possession illégale d'armes à feu.
Pyall sait cependant qu'il peut tirer le meilleur parti de Harding et, plus tard, utilise la relation de Harding avec Lynn pour faire de lui son informateur et obtenir plus d'informations sur le vol du supermarché. L'informateur de Pyall, Fielder, révèle la date et l'heure du vol de Lynn mais, pour une raison quelconque, il ne se produit pas.
Pyall est cependant déterminé à mettre le grappin sur Lynn et est disposé à recourir à des tactiques «adaptées» pour le faire accuser - même s'il n'a pas réellement commis le crime en question. 

### Personnages
- Derek Martin - D.I. Fred Pyall
- Ken Campbell (I) - Alex Gladwell

Invités
- Byron Sotiris - Sergent de service
- Stewart Harwood - Agent de police Malcolm
- Chris Hallam - D.S. Lewis
- David Stockton - D.S. Tony Shields
- Tom De-Ville - D.I. Frank Polden
- Roy Sone - Micky Fielder
- John Hogan - D.S. Ian Middlewick
- Geoffrey Todd - D.C. Peter Fenton
- David Harris (II) - Témoin
- Val Clover - Téléphoniste
- Michael Sheard - expert en assurance
- Cy Wallis - Billy Little
- Steve Kelly - Maurice Dickinson
- Billy Dean (II) - David Shepley
- Stanley Price - Brian Finch

## A Villain's Tale
La deuxième pièce (diffusée sur BBC2 le 13 avril 1978) se concentre sur Jack Lynn. Après que deux de ses «firmes» ont été arrêtées pour un vol à main armée, Lynn manque de personnel et se prépare à recruter pour le vol de supermarché. Il s'approche de l'associé John Tully (Barry Summerford) qui s'y intéresse depuis longtemps mais a déjà pris des engagements envers une «entreprise» qui planifie un raid armé sur un dépôt de gaz britannique à Romford. Lynn poursuit ses plans en recrutant Tommy Haines (Mike Cummings), pour servir d'homme de main et obtient des armes à feu d'Alf Coster (Philip Hayes), un marchand d'armes.
Lynn conserve les armes dans un garage qu'il a loué sous un faux nom, et est prêt à partir. Cependant, il est sous la pression de sa femme Cathy (Deirdre Costello), d'abandonner sa vie de criminel et de devenir honnête. En outre, Lynn découvre que Micky Fielder est l'informateur de Pyall et a donné à Pyall des détails sur leur vol au supermarché.
Lynn décide de reporter le vol et d'exercer des représailles contre Fielder.

### Personnages
- Peter Dean - Jack Lynn
- Derek Martin - D.I. Fred Pyall

Invités
- Fred Haggerty - D.C.I. Tony Simmons
- Mike Cummings - Tommy Haines
- John Bardon - Del Rogers
- Alf Coster - Philip Hayes
- Tony Barouch - Collin Coleman
- Alan Davidson (II) - Benny Isaacs
- Barry Summerford - John Tully
- Colin Howells - D.C. Roger Humphreys
- Robert Oates - D.C. Warren Salter
- Johnny Feltwell - D.C Matthew Hall
- Alan Clarke (II) - D.C. Ray Jenkins
- Mike Horsburgh - D.I. Graham McHale
- Doug Sheldon - D.S. Jack Barcy
- Geoffrey Todd - D.C. Peter Fenton
- John Blackburn - Gardien de sécurité

## A Brief's Tale
(Diffusion sur BBC2 le 20 avril 1978)

### Résumé
Alex Gladwell, amené à représenter Jack Lynn, utilisera tous les moyens pour innocenter son client.

### Personnages
- Peter Dean - Jack Lynn
- Derek Martin - D.I. Fred Pyall
- Ken Campbell (I) - Alex Gladwell

Invités
- Terence Bayler - Michel Messick Q.C.
- André van Gyseghem - Juge Robert Quigley
- Michael Griffiths - Horace McMillan Q.C.
- Peter Welch - Brian Harpenden-Smith Q.C.
- Barry Summerford - John Tully
- Alan Davidson (II) - Benny Isaacs
- Tony Barouch - Colin Coleman
- Jason White - D.C. Simon Brent
- Frank Henson - Frank Ryan
- Mark Gordon (III) - M. English
- Jean Leppard - Margaret Lloyd
- Peter Craze - T.D.C. Peter Footring
- Jeffrey Segal - Stanley Eaton Q.C.

Rôles récurrents
- Billy Cornelius - D.S. Eric Lethridge
- Deirdre Costello - Cathy Lynn
- Alan Ford - Clifford Harding